# Долно Осеново
До̀лно О̀сеново е село в Югозападна България. То се намира в община Симитли, област Благоевград.

## Население

### Етнически състав
Преброяване на населението през 2011 г.
Численост и дял на етническите групи според преброяването на населението през 2011 г.:
|                     | Численост |
| Общо                | 1364      |
| Българи             | 1341      |
| Турци               | -         |
| Цигани              | -         |
| Други               | -         |
| Не се самоопределят | 7         |
| Неотговорили        | 15        |

## География
Село Долно Осеново се намира на 16 километра североизточно от гара Симитли. Разположено по южните склонове на планината Рила. Бански курорт от местно значение. Минералните извори са с температура от 53 до 58,5 градуса и общ дебит около 180 л/мин. Водата е сулфатно-хидрокарбунатно-натриева, флуорна с минерализация 0,57 г/л. Използва се при ревматични заболявания, заболявания на периферната нервна система, гинекологични заболявания и др.

## История
В 1891 година Георги Стрезов пише за селото:
| „ | Осеново, на СИ от Джумая, намира се на разстояние 3 1/2 часа; околност същата, како в по-горното село; селянете се минуват с дърводелство и скотоводство. 245 къщи; 1200 д. помаци с 30 д. българе. | “ |

Към 1900 година според известната статистика на Васил Кънчов („Македония. Етнография и статистика“) населението на селото брои 1864 души, от които 300 българи християни 1550 българи мохамедани и 14 цигани.
До 1960 година Горно и Долно Осеново се смятат за две махали на общото село Осеново.

## Личности
Родени в Долно Осеново
- Георги Митов (1886 – 1922), български революционер
- Ибраим Ботуш, български революционер, активист в Спомагателната организация на ВМРО. Иван Михайлов пише: „Ибраимъ бѣше селскиятъ първенецъ, споредъ старата турска традиция. Тактиченъ и авторитетенъ. Преселвалъ се бѣ еднажъ въ Турция, но наново се завърналъ съ други съселяни въ Осеново, което мѫчно могли да забравятъ. Никога не се чу за нѣкакво безредие и неправда въ това село. Ибраимъ е билъ изтезаванъ отъ сърбофилската власть следъ 1934 г., защото билъ вѣренъ на Македонското движение.“[6]
- Салих, български революционер, активист в Спомагателната организация на ВМРО, началник на селската чета и понякога ръководител[6]